# Distrito de Harda
Harda (en hindi; हरदा जिला) es un distrito de la India en el estado de Madhya Pradesh. Código ISO: IN.MP.HA.
Comprende una superficie de 3 339 km².
El centro administrativo es la ciudad de Harda.

## Demografía
Según censo 2011 contaba con una población total de 570 302 habitantes, de los cuales 275 094 eran mujeres y 295 208 varones.